# Acacia improcera
Acacia improcera é uma espécie de leguminosa do gênero Acacia, pertencente à família Fabaceae.